# Clarà (Torredembarra)
Clarà és el barri més antic de Torredembarra (Tarragonès).
Els orígens cal situar-los el 19 de març de 1057, quan el comte de Barcelona Ramon Berenguer I i la comtessa consort Almodis van efectuar la donació d'una quadra de terra erma anomenada Clarà dins del terme del Castell de Tamarit, amb l'obligació de conrear la terra i de "construir-hi una torre de pedra i calç i una fortalesa", l'actual Cal Xecu (a la fotografia adjunta).
Es troba a la zona nord-est del municipi de Torredembarra. La festa major és al gener, per Sant Sebastià màrtir. A Clarà s'hi han conservat les poques restes del castell de Clarà, una torre amb una volta que permet l’accés a un recinte i les restes d’un matacà, estan integrades amb l'edificació coneguda com el casal de Cal Xeco. A la vora hi ha l'església parroquial de Sant Joan de Clarà, documentada des del segle xiii, reformada i/o modificada durant els segles XIV, XVI i XVII i finalment, al segle xix.